# 喬·拜登總統國際外訪
美國第46任總統喬·拜登自2021年1月20日上任以來，已經有過16趟外訪，共前往23個國家（包含約旦河西岸）。
由於新型冠狀病毒肺炎大流行，拜登在2021年1月至6月期間沒有進行任何國際旅行。

## 總計
他外訪過的國家及次數如下：
- 一次：柬埔寨、加拿大、埃及、芬蘭、印度、印尼、愛爾蘭、義大利、立陶宛、墨西哥、沙特阿拉伯、南韓、西班牙、瑞士、烏克蘭、梵蒂岡、越南和約旦河西岸。

拜登總統造訪過的國家：
一次
兩次
三次
四次
七次或以上
美國

- 兩次：比利時、以色列、日本和波蘭。
- 三次：德國。
- 七次：英國。